# Fredrik Raddum
Fredrik Raddum er en norsk billedkunstner.
Han konstruerer skulpturer og installationer der viser dyr og mennesker i aparte tragikomiske situationer.
På Statens Museum for Kunst finder man hans skulptur fra 2002 Dog at campfire, der viser en sørgelig hund der steger en pølse ved et lejrbål.
I 2011 udstillede Raddum på ARoS.